# Bahr negus
Bahr negus fou un títol etíop de l'edat mitjana emprat a la província de Tigré.
Al segle xiv les terres que parlaven tigrinyà (Tigray-Mereb Melash) es dividien en dues províncies, que havien estat separades pels emperadors amhares recentment entronitzats i tenien com a divisòria el riu Mereb (que actualment constitueix la frontera entre la regió etiòpica de Tigre i Eritrea); el governador de la província del nord rebia el títol de Baher Neagsh o Bahr Negus (Governant de la Mar), mentre que al governador de la província del sud se li donava el títol de Tigray Mekonen (Senyor del Tigray). El jesuïta portuguès Emanuel Baradas en la seva obra "Do reino de Tigr" escrit el 1633-1634, diu que el "reino de Tigr" s'estenia d'Hamasien a Enderta, i des de les fronteres de Dankel (Dankàlia) fins al Tekeze. Assenyalava que Tigray s'estenia fins al vessant de Semien encara que el poder polític del Tigray Mekonen ("Governador de Tigray") no s'estenia més enllà del Tekeze. També manifestava que Tigray-Mereb Melash es dividia en vint-i-quatre unitats polítiques més petites (principats), dotze de les quals estaven situades cap al sud del Mereb i eren governades pel Tigray Mekonen basat a Enderta. Els altres dotze estaven situats cap al nord del Mereb sota l'autoritat del Baher Negash, basat al districte de Serae.
Durant l'edat mitjana la posició del Tigray Mekonen ("Governador de Tigray") es va consolidar com a governant de l'àrea. Altres districtes que governava incloïen Akkele Guzay (ara part d'Eritrea), i el regne del Bahr negus, que comprenia molt del que és ara Eritrea i el districte de Shire (i la ciutat) a Tigray occidental. Després de la pèrdua de poder del Bahr negus en les seqüeles de les rebel·lions de Bahr Negus Yeshaq, el títol de Tigray Mekonen va ampliar poder en relació amb el Bahr negus i de vegades incloïa el govern sobre parts del que ara és Eritrea, especialment al segle xix. En l'inestable període del Zemene Mesafint ("Era dels Prínceps" o dels "jutges"), el títol de Bahr negus va perdre significat i va passar un càrrec buit de contingut efectiu; el senyor que al seu torn va passar a dominar la regió, utilitzava (i va rebre de l'emperador) el títol o de Ras o de Dejazmach, havent estat el primer Ras Mikael Sehul.